# Edwina Mountbatten
Edwina Cynthia Annette Mountbatten, condesa Mountbatten de Birmania (Hampshire, Inglaterra, 28 de noviembre de 1901 - Jesselton, Borneo Septentrional, 21 de febrero de 1960) fue una heredera británica, socialite, esposa de Luis Mountbatten, 1.er conde Mountbatten de Birmania, y última virreina de la India.

## Linaje y fortuna

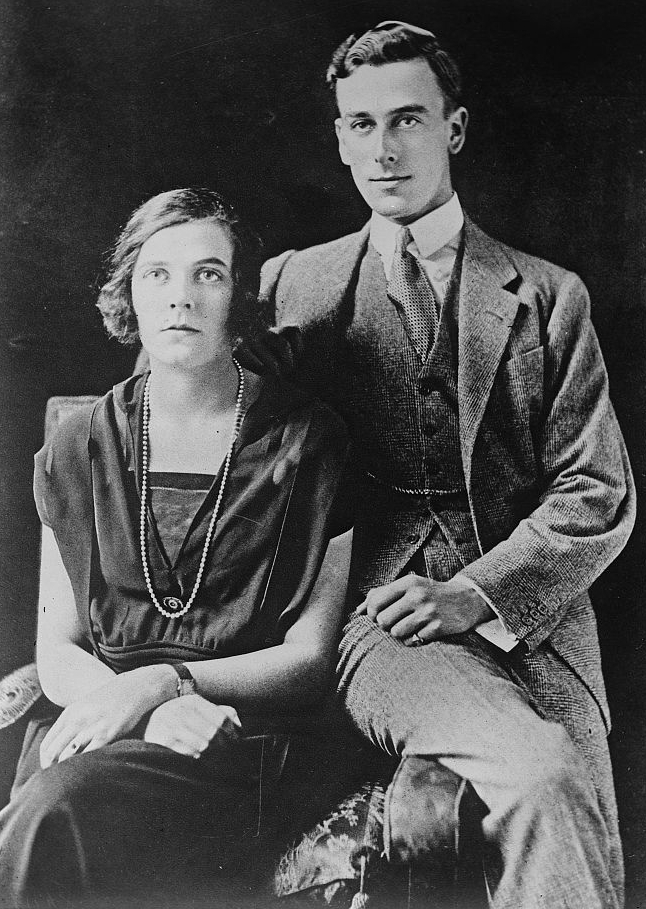
Louis y Edwina Mountbatten, inicios de los años 20.

Edwina Mountbatten, condesa Mountbatten de Birmania nació Edwina Cynthia Annette Ashley en 1901, hija mayor de Wilfred William Ashley, después 1.er Barón Mount Temple (de la creación de 1932), que fue miembro conservador del Parlamento.
A través de su padre, Ashley descendía de los Condes de Shaftesbury, que habían sido ennoblecidos como barones en 1661. Era bisnieta del reformista 7.º conde de Shaftesbury a través de su hijo menor el Hon. Evelyn Melbourne Ashley (1836-1907) y su esposa, Sybella Farquhar (1886), nieta del 6.º duque de Beaufort. De esta rama menor de los pares Ashley-Cooper venían la herencia de las propiedades de Broadlands, y del Castillo Classiebawn en Sligo, Irlanda.
La madre de Ashley fue Amalia Mary Maud Cassel (1879-1911), hija del magnate internacional Sir Ernest Cassel, amigo y financista privado del futuro rey Eduardo VII. Cassel fue uno de los hombres más ricos y poderosos de Europa. Perdió a su esposa (Annette Maxwell), por lo que se convirtió del judaísmo al catolicismo. También perdió a su única hija, Amalia. Posteriormente decidió dejar la mayor parte de su inmensa fortuna a Edwina, su nieta mayor.
Después de que el padre de Ashley se volviera a casar con Molly Forbes-Sempill en 1914, ella fue enviada a un internado, primero a The Links en Eastbourne, luego a Alde House en Suffolk, ninguno de los cuales fue una alumna predispuesta. Su abuelo, Sir Ernest, resolvió el problema invitándola a vivir con él y, finalmente, a su residencia de Londres, Brooke House. Después sus otras mansiones, Moulton Paddocks y Branksome Dene, se convertirían en parte de la herencia Cassel.

## Matrimonio con Mountbatten
Cuando Lord Luis Mountbatten la conoció en 1920, ella ya era una destacada miembro de la sociedad londinense. Su abuelo murió en 1921, y dejó dos millones de libras esterlinas, las propiedades en Broadlands, Hampshire y la palaciega residencia de Brooke House, en un momento en que el sueldo de su futuro esposo era de £ 610 al año. Ashley y Mountbatten se casaron el 18 de julio de 1922 en la Iglesia Santa Margarita, Westminster. La Familia Mountbatten y la Familia Real Británica, estuvieron presentes y el Príncipe de Gales — futuro Eduardo VIII—  fue el padrino.
Tuvieron una lujosa luna de miel por las cortes europeas y por América, incluyendo una visita a las cataratas del Niágara, y espectáculos con Douglas Fairbanks, Mary Pickford, y Charlie Chaplin en Hollywood; Chaplin dirigió una película, Nice and Friendly, en la que actuó el mismo Chaplin, Jackie Coogan, Lord y Lady Mountbatten.

### Vida después del matrimonio

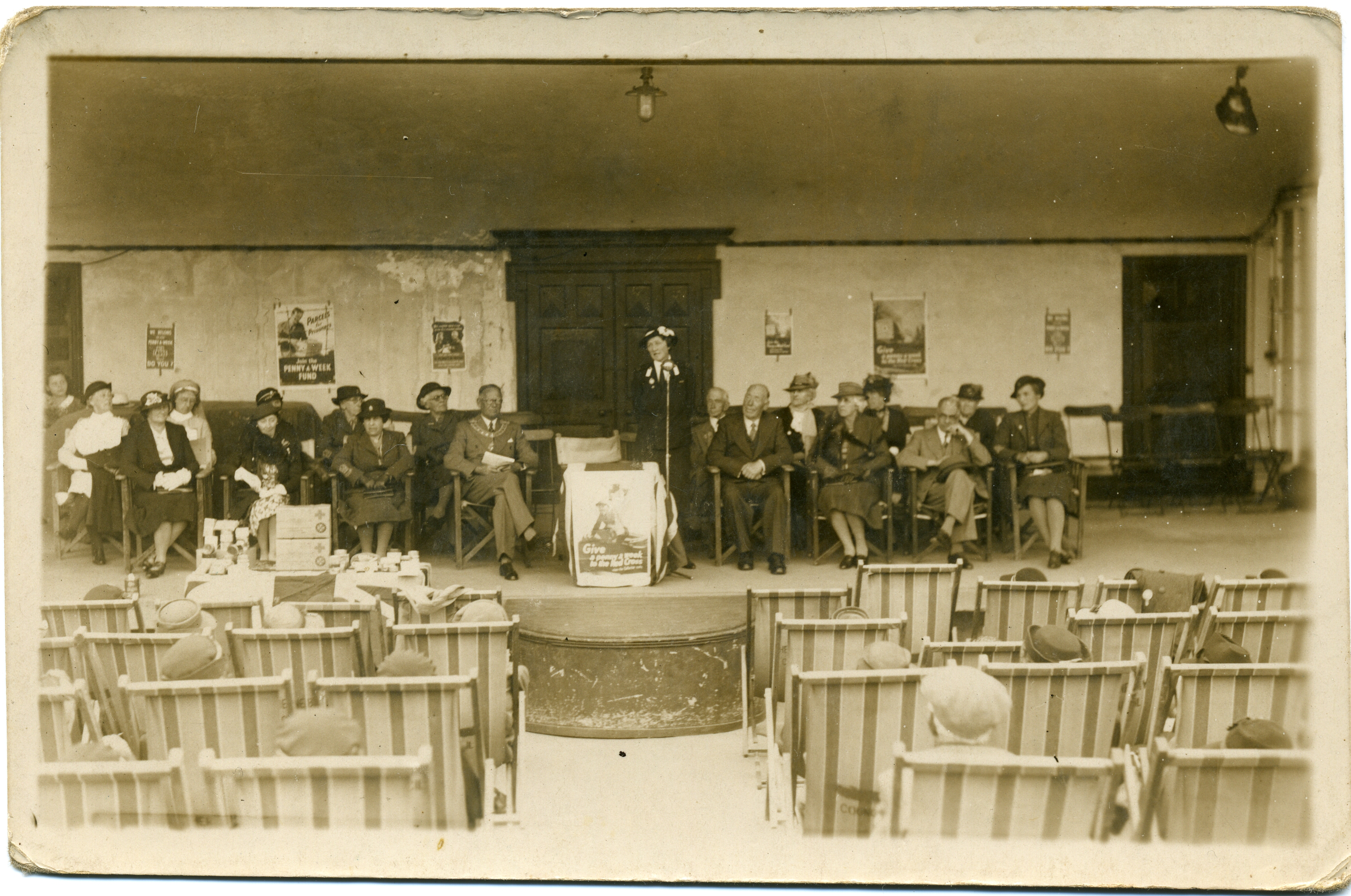
Lady Mountbatten en la Central Bandstand Herne Bay, 1939.

Ella y Mountbatten tuvieron dos hijas:
- Lady Patricia Mountbatten (nacida el 14 de febrero de 1924 y fallecida el 13 de junio de 2017), que sucedería a su padre como segunda Condesa Mountbatten de Birmania; casada con John Knatchbull, 7.º barón Brabourne en la abadía de Romsey en Hampshire, 1945; uno de sus hijos, Nicholas, moriría con su padre, Lord Mountbatten, y su suegra, la baronesa Brabourne, en un ataque terrorista de la IRA.

- Lady Pamela Mountbatten (nacida el 19 de abril de 1929), casada con David Nightingale Hicks en la Abadía de Romsey en Hampshire, 1960.

Lady Mountbatten vivió una vida lujosa y privilegiada, casi totalmente enfocada en la búsqueda del placer - y de hecho desapareció durante un prolongado período en el mar a mediados de 1930, cuando durante meses nadie tuvo la menor idea de su paradero: Un resumen de la biografía de Lady Mountbatten por Janet Morgan: "Edwina Ashley se casó con Lord Luis ("Dickie") Mountbatten en 1922 a los 20 años, se embarcó entonces en dos décadas de frivolidad. No satisfecha de tener dos hijas bien educadas y un "entusiasta chico" de esposo, se refugió en amantes y provocó escándalos". Sin embargo, con el estallido de la Segunda Guerra Mundial su vida adquirió un nuevo propósito, y puso su considerable inteligencia y energía al servicio de los demás. Es especialmente recordada por su servicio en el período de post-partición de la India y Pakistán, cuando su esposo era Gobernador General de la truncada India. Pakistán había sido dividida como resultado del movimiento encabezado por Muhammad Ali Jinnah.
Lord y Lady Mountbatten fueron, respectivamente, el último Virrey y Virreina de la India pre-partida, después de que el Gobierno británico le diera poderes plenipotenciarios a Lord Mountbatten para concertar la Independencia de la India Británica. Después de la partición, Lord Mountbatten permaneció brevemente como uno de los dos Gobernadores Generales de la India - en 1950 el vínculo con la monarquía se rompió y el Gobernador General de la India fue sustituido por un presidente no ejecutivo.
Lady Mountbatten en toda representación de interrupción violenta después de la partición de la India es universalmente conocida por sus heroicos esfuerzos para aliviar la miseria.

### Otras relaciones

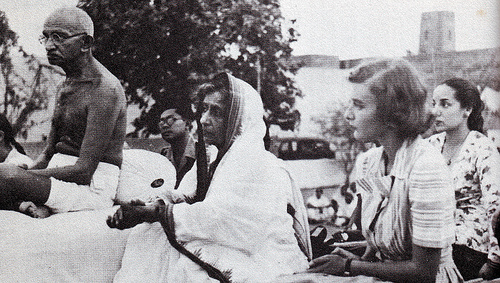
Mahatma Gandhi y Lady Mountbatten durante una oración.

El matrimonio poco tradicional de los Mountbatten, una gran fortuna y la política izquierdista parece haber provocado diversas especulaciones acerca de sus "decadentes" aventuras, a pesar de la correspondencia que mantuvieron a lo largo de su vida. Lady Mountbatten ocasionalmente viajaba con la cuñada de su esposo, Nadejda, Lady Milford Haven, que era una de sus mejores amigas. Junto a Nancy Cunard, ella habría sido supuestamente amante del actor estadounidense Paul Robeson, a pesar de que presentó una demanda satisfactoria contra un periódico por la impresión del supuesto affaire, ya que, cuenta ella misma, nunca habría conocido a ese hombre. Sin embargo, su verdadera relación habría sido con la estrella de cabaret Leslie Hutchinson. Su relación lo llevaría al ostracismo social, destruyendo su carrera profesional.
Se rumoreó que durante el mandato de Mountbatten, y se mantiene la creencia, de que su esposa mantuvo un romance con Jawaharlal Nehru, quien fue nombrado primer ministro de la India durante su estancia ahí, y que la pareja puede haber reanudado la relación durante las subsiguientes visitas de Nehru a Inglaterra.
La acusación fue hecha en una biografía de 1980 por Richard Hough, Mountbatten: Héroe de nuestro tiempo. Sin embargo, el affaire fue negado por la familia Mountbatten, aunque otras relaciones en el matrimonio abierto de la pareja han sido admitidas. El yerno de Lord Mountbatten y antiguo ayudante naval, Lord Brabourne, citó la extensa correspondencia mantenida entre su suegra y Nehru el 12 de febrero de 2003 en el periódico noticias de la India The Pioneer en el sentido de que: "Philip Ziegler y Janet Morgan [biógrafos, respectivamente, de Luis y Edwina Mountbatten] son las dos únicas personas que han visto las cartas, aparte de las dos familias, y ninguno de ellos piensa que hubiera algo físico".
Sin embargo, Alex von Tunzelmann en su libro Indian Summer: The Secret History of the End of an Empire afirma que "Edwina en sus cartas a Lord Mountbatten escribió que su relación con Nehru era sobre todo platónica. Mayormente, pero no siempre".

## Muerte
Lady Mountbatten continuó llevando una vida de servicio después del virreinato en la India. Falleció mientras dormía de un derrame cerebral el 21 de febrero de 1960, en Jesselton, Borneo Septentrional Británico, mientras se encontraba en una visita de inspección de la Brigada de Ambulancias de San Juan. De acuerdo con sus deseos, Lady Mountbatten fue enterrada en el mar, frente a las costas de Portsmouth a bordo del HMS Wakeful, el 25 de febrero de 1960; Nehru envió dos destructores de la India para acompañar su cuerpo, Geoffrey Fisher, arzobispo de Canterbury, ofició. Cuando la reina Isabel, Reina Madre, oyó que Edwina había sido enterrada en el mar dijo: «A la querida Edwina siempre le gustó salpicar».
Su esposo, Luis Mountbatten, fue asesinado en Mullaghmore (condado de Sligo, Irlanda), el 27 de agosto de 1979 en su barco frente a la costa irlandesa, junto a uno de sus nietos, su consuegra y un joven grumete irlandés en un atentado terrorista del IRA.

## Títulos, estilos y honores

### Títulos y estilos
- 28 de noviembre de 1901-18 de julio de 1922: Señorita Edwina Ashley.
- 18 de julio de 1922-23 de agosto de 1946: Lady Luis Mountbatten.
- 23 de agosto de 1946-28 de octubre de 1947: La Muy Honorable Vizcondesa Mountbatten de Birmania.
- 28 de octubre de 1947-21 de febrero de 1960: La Muy Honorable Condesa Mountbatten de Birmania.

### Honores
- Dama de la Imperial Orden de la Corona de la India (1947).
- Dama gran cruz de la Orden del Imperio Británico (1947).
- Dama comendadora de la Real Orden Victoriana.
- Dama gran cruz de la Venerable Orden de San Juan.

## Ancestros
|  |                                                        |  |  |  |  |  |  |  |  |  |  |  |  |  |  |  |
|  | 16. Cropley Ashley-Cooper, VI Conde de Shaftesbury     |  |  |  |  |  |  |  |  |  |  |  |  |  |  |  |
|  |                                                        |  |  |  |  |  |  |  |  |  |  |  |  |  |  |  |
|  |                                                        |  |  |  |  |  |  |  |  |  |  |  |  |  |  |  |
|  | 8. Anthony Ashley-Cooper, VII Conde de Shaftesbury     |  |  |  |  |  |  |  |  |  |  |  |  |  |  |  |
|  |                                                        |  |  |  |  |  |  |  |  |  |  |  |  |  |  |  |
|  |                                                        |  |  |  |  |  |  |  |  |  |  |  |  |  |  |  |
|  | 17. Anne Spencer                                       |  |  |  |  |  |  |  |  |  |  |  |  |  |  |  |
|  |                                                        |  |  |  |  |  |  |  |  |  |  |  |  |  |  |  |
|  |                                                        |  |  |  |  |  |  |  |  |  |  |  |  |  |  |  |
|  | 4. Anthony Evelyn Ashley                               |  |  |  |  |  |  |  |  |  |  |  |  |  |  |  |
|  |                                                        |  |  |  |  |  |  |  |  |  |  |  |  |  |  |  |
|  |                                                        |  |  |  |  |  |  |  |  |  |  |  |  |  |  |  |
|  | 18. Peter Clavering-Cowper, V Conde Cowper             |  |  |  |  |  |  |  |  |  |  |  |  |  |  |  |
|  |                                                        |  |  |  |  |  |  |  |  |  |  |  |  |  |  |  |
|  |                                                        |  |  |  |  |  |  |  |  |  |  |  |  |  |  |  |
|  | 9. Emily Clavering-Cowper                              |  |  |  |  |  |  |  |  |  |  |  |  |  |  |  |
|  |                                                        |  |  |  |  |  |  |  |  |  |  |  |  |  |  |  |
|  |                                                        |  |  |  |  |  |  |  |  |  |  |  |  |  |  |  |
|  | 19. Emily Mary Lamb                                    |  |  |  |  |  |  |  |  |  |  |  |  |  |  |  |
|  |                                                        |  |  |  |  |  |  |  |  |  |  |  |  |  |  |  |
|  |                                                        |  |  |  |  |  |  |  |  |  |  |  |  |  |  |  |
|  | 2. Wilfrid Ashley, I Barón Mount Temple                |  |  |  |  |  |  |  |  |  |  |  |  |  |  |  |
|  |                                                        |  |  |  |  |  |  |  |  |  |  |  |  |  |  |  |
|  |                                                        |  |  |  |  |  |  |  |  |  |  |  |  |  |  |  |
|  | 20. Thomas Farquhar, II Baronet                        |  |  |  |  |  |  |  |  |  |  |  |  |  |  |  |
|  |                                                        |  |  |  |  |  |  |  |  |  |  |  |  |  |  |  |
|  |                                                        |  |  |  |  |  |  |  |  |  |  |  |  |  |  |  |
|  | 10. Walter Farquhar, III Baronet                       |  |  |  |  |  |  |  |  |  |  |  |  |  |  |  |
|  |                                                        |  |  |  |  |  |  |  |  |  |  |  |  |  |  |  |
|  |                                                        |  |  |  |  |  |  |  |  |  |  |  |  |  |  |  |
|  | 21. Sybella Martha Rockliffe                           |  |  |  |  |  |  |  |  |  |  |  |  |  |  |  |
|  |                                                        |  |  |  |  |  |  |  |  |  |  |  |  |  |  |  |
|  |                                                        |  |  |  |  |  |  |  |  |  |  |  |  |  |  |  |
|  | 5. Sybella Charlotte Farquhar                          |  |  |  |  |  |  |  |  |  |  |  |  |  |  |  |
|  |                                                        |  |  |  |  |  |  |  |  |  |  |  |  |  |  |  |
|  |                                                        |  |  |  |  |  |  |  |  |  |  |  |  |  |  |  |
|  | 22. Henry Somerset, VI Duque de Beaufort               |  |  |  |  |  |  |  |  |  |  |  |  |  |  |  |
|  |                                                        |  |  |  |  |  |  |  |  |  |  |  |  |  |  |  |
|  |                                                        |  |  |  |  |  |  |  |  |  |  |  |  |  |  |  |
|  | 11. Mary Octavia Somerset                              |  |  |  |  |  |  |  |  |  |  |  |  |  |  |  |
|  |                                                        |  |  |  |  |  |  |  |  |  |  |  |  |  |  |  |
|  |                                                        |  |  |  |  |  |  |  |  |  |  |  |  |  |  |  |
|  | 23. Charlotte Sophia Leveson-Gower                     |  |  |  |  |  |  |  |  |  |  |  |  |  |  |  |
|  |                                                        |  |  |  |  |  |  |  |  |  |  |  |  |  |  |  |
|  |                                                        |  |  |  |  |  |  |  |  |  |  |  |  |  |  |  |
|  | 1. Edwina Mountbatten, Condesa Mountbatten de Birmania |  |  |  |  |  |  |  |  |  |  |  |  |  |  |  |
|  |                                                        |  |  |  |  |  |  |  |  |  |  |  |  |  |  |  |
|  |                                                        |  |  |  |  |  |  |  |  |  |  |  |  |  |  |  |
|  | 24. Moses Cassel                                       |  |  |  |  |  |  |  |  |  |  |  |  |  |  |  |
|  |                                                        |  |  |  |  |  |  |  |  |  |  |  |  |  |  |  |
|  |                                                        |  |  |  |  |  |  |  |  |  |  |  |  |  |  |  |
|  | 12. Jacob Cassel                                       |  |  |  |  |  |  |  |  |  |  |  |  |  |  |  |
|  |                                                        |  |  |  |  |  |  |  |  |  |  |  |  |  |  |  |
|  |                                                        |  |  |  |  |  |  |  |  |  |  |  |  |  |  |  |
|  | 25. Gudula Wolf                                        |  |  |  |  |  |  |  |  |  |  |  |  |  |  |  |
|  |                                                        |  |  |  |  |  |  |  |  |  |  |  |  |  |  |  |
|  |                                                        |  |  |  |  |  |  |  |  |  |  |  |  |  |  |  |
|  | 6. Sir Ernest Joseph Cassel                            |  |  |  |  |  |  |  |  |  |  |  |  |  |  |  |
|  |                                                        |  |  |  |  |  |  |  |  |  |  |  |  |  |  |  |
|  |                                                        |  |  |  |  |  |  |  |  |  |  |  |  |  |  |  |
|  | 26. Joseph Rosenheim                                   |  |  |  |  |  |  |  |  |  |  |  |  |  |  |  |
|  |                                                        |  |  |  |  |  |  |  |  |  |  |  |  |  |  |  |
|  |                                                        |  |  |  |  |  |  |  |  |  |  |  |  |  |  |  |
|  | 13. Amalia Rosenheim                                   |  |  |  |  |  |  |  |  |  |  |  |  |  |  |  |
|  |                                                        |  |  |  |  |  |  |  |  |  |  |  |  |  |  |  |
|  |                                                        |  |  |  |  |  |  |  |  |  |  |  |  |  |  |  |
|  | 27. Mina Cohen                                         |  |  |  |  |  |  |  |  |  |  |  |  |  |  |  |
|  |                                                        |  |  |  |  |  |  |  |  |  |  |  |  |  |  |  |
|  |                                                        |  |  |  |  |  |  |  |  |  |  |  |  |  |  |  |
|  | 3. Amalia Mary Cassel                                  |  |  |  |  |  |  |  |  |  |  |  |  |  |  |  |
|  |                                                        |  |  |  |  |  |  |  |  |  |  |  |  |  |  |  |
|  |                                                        |  |  |  |  |  |  |  |  |  |  |  |  |  |  |  |
|  | 28. Maxwell                                            |  |  |  |  |  |  |  |  |  |  |  |  |  |  |  |
|  |                                                        |  |  |  |  |  |  |  |  |  |  |  |  |  |  |  |
|  |                                                        |  |  |  |  |  |  |  |  |  |  |  |  |  |  |  |
|  | 14. Robert Thompson Maxwell                            |  |  |  |  |  |  |  |  |  |  |  |  |  |  |  |
|  |                                                        |  |  |  |  |  |  |  |  |  |  |  |  |  |  |  |
|  |                                                        |  |  |  |  |  |  |  |  |  |  |  |  |  |  |  |
|  | 29.                                                    |  |  |  |  |  |  |  |  |  |  |  |  |  |  |  |
|  |                                                        |  |  |  |  |  |  |  |  |  |  |  |  |  |  |  |
|  |                                                        |  |  |  |  |  |  |  |  |  |  |  |  |  |  |  |
|  | 7. Annette Mary Maxwell                                |  |  |  |  |  |  |  |  |  |  |  |  |  |  |  |
|  |                                                        |  |  |  |  |  |  |  |  |  |  |  |  |  |  |  |
|  |                                                        |  |  |  |  |  |  |  |  |  |  |  |  |  |  |  |
|  | 30. Wilson                                             |  |  |  |  |  |  |  |  |  |  |  |  |  |  |  |
|  |                                                        |  |  |  |  |  |  |  |  |  |  |  |  |  |  |  |
|  |                                                        |  |  |  |  |  |  |  |  |  |  |  |  |  |  |  |
|  | 15. Margaret Wilson                                    |  |  |  |  |  |  |  |  |  |  |  |  |  |  |  |
|  |                                                        |  |  |  |  |  |  |  |  |  |  |  |  |  |  |  |
|  |                                                        |  |  |  |  |  |  |  |  |  |  |  |  |  |  |  |
|  | 31.                                                    |  |  |  |  |  |  |  |  |  |  |  |  |  |  |  |
|  |                                                        |  |  |  |  |  |  |  |  |  |  |  |  |  |  |  |
|  |                                                        |  |  |  |  |  |  |  |  |  |  |  |  |  |  |  |

- Datos: Q271995
- Multimedia: Edwina Mountbatten, Countess Mountbatten of Burma / Q271995